# Радулов Семен Іванович
Семен Іванович Радулов (нар. 30 серпня 1989, Олександрівка, Болградський район, Одеська область) — український борець вільного стилю, бронзовий призер чемпіонату Європи, бронзовий призер Універсіади. Майстер спорту України міжнародного класу з вільної боротьби. За національністю гагауз.

## Життєпис
Боротьбою почав займатися з 2004 року.
Виступає за спортивне товариство «Динамо», Одеса. Тренери — Гнат Грек, Андрій Панаїтов.
Закінчив факультет фізичної культури Кам'янець-Подільського національного університету імені Івана Огієнка.

## Спортивні результати на міжнародних змаганнях

### Виступи на Чемпіонатах світу
| Змагання                        | Збірна  | Вагова категорія          | Місце |
| ------------------------------- | ------- | ------------------------- | ----- |
| Чемпіонат світу з боротьби 2013 | Україна | вільна боротьба, до 66 кг | 25    |
| Чемпіонат світу з боротьби 2015 | Україна | вільна боротьба, до 70 кг | 12    |
| Чемпіонат світу з боротьби 2016 | Україна | вільна боротьба, до 70 кг | 19    |
| Чемпіонат світу з боротьби 2017 | Україна | вільна боротьба, до 70 кг | 12    |
| Чемпіонат світу з боротьби 2019 | Україна | вільна боротьба, до 70 кг | 21    |

### Виступи на Чемпіонатах Європи
| Змагання                         | Збірна  | Вагова категорія          | Місце  |
| -------------------------------- | ------- | ------------------------- | ------ |
| Чемпіонат Європи з боротьби 2014 | Україна | вільна боротьба, до 70 кг | 8      |
| Чемпіонат Європи з боротьби 2016 | Україна | вільна боротьба, до 65 кг | Бронза |
| Чемпіонат Європи з боротьби 2017 | Україна | вільна боротьба, до 70 кг | 7      |
| Чемпіонат Європи з боротьби 2019 | Україна | вільна боротьба, до 70 кг | 5      |
| Чемпіонат Європи з боротьби 2021 | Україна | вільна боротьба, до 74 кг | 7      |
| Чемпіонат Європи з боротьби 2023 | Україна | вільна боротьба, до 74 кг | 17     |

### Виступи на Кубках світу
| Змагання                    | Збірна  | Вагова категорія          | Місце |
| --------------------------- | ------- | ------------------------- | ----- |
| Кубок світу з боротьби 2011 | Україна | вільна боротьба, до 66 кг | 4     |

### Виступи на інших змаганнях
| Змагання                                                      | Збірна  | Вагова категорія          | Місце  |
| ------------------------------------------------------------- | ------- | ------------------------- | ------ |
| Золотий Гран-прі з боротьби 2010 (Тбілісі)                    | Україна | вільна боротьба, до 66 кг | 9      |
| Золотий Гран-прі з боротьби 2010 (Баку)                       | Україна | вільна боротьба, до 66 кг | 9      |
| Чемпіонат світу з боротьби серед студентів 2010               | Україна | вільна боротьба, до 66 кг | 5      |
| Турнір Чорного моря 2012                                      | Україна | вільна боротьба, до 66 кг | Срібло |
| Чемпіонат світу з боротьби серед студентів 2012               | Україна | вільна боротьба, до 66 кг | Срібло |
| Київський Міжнародний турнір з боротьби 2013                  | Україна | вільна боротьба, до 66 кг | 8      |
| Турнір Олександра Медведя 2013                                | Україна | вільна боротьба, до 66 кг | Бронза |
| Турнір Чорного моря 2013                                      | Україна | вільна боротьба, до 66 кг | Золото |
| Літня Універсіада 2013                                        | Україна | вільна боротьба, до 66 кг | Бронза |
| Кубок Тахті 2014                                              | Україна | вільна боротьба, до 65 кг | 9      |
| Турнір Олександра Медведя 2014                                | Україна | вільна боротьба, до 65 кг | 19     |
| Турнір міста Сассарі з боротьби 2014                          | Україна | вільна боротьба, до 70 кг | Срібло |
| Міжнародний турнір Дінмухамеда Кунаєва 2014                   | Україна | вільна боротьба, до 65 кг | 5      |
| Кубок Тахті 2015                                              | Україна | вільна боротьба, до 65 кг | 10     |
| Турнір Олександра Медведя 2015                                | Україна | вільна боротьба, до 65 кг | 19     |
| Турнір Степана Саргісяна 2015                                 | Україна | вільна боротьба, до 70 кг | 5      |
| Київський Міжнародний турнір з боротьби 2016                  | Україна | вільна боротьба, до 65 кг | Золото |
| Олімпійський кваліфікаційний турнір з боротьби 2016 (Стамбул) | Україна | вільна боротьба, до 65 кг | 23     |
| Турнір Дмитра Коркіна 2016                                    | Україна | вільна боротьба, до 70 кг | Бронза |
| Золотий Гран-прі з боротьби 2016                              | Україна | вільна боротьба, до 65 кг | 13     |
| Клубний чемпіонат світу з боротьби 2016                       | Україна | команда                   | Бронза |
| Київський Міжнародний турнір з боротьби 2017                  | Україна | вільна боротьба, до 70 кг | Бронза |
| Турнір Дана Колова — Николи Петрова 2017                      | Україна | вільна боротьба, до 70 кг | 19     |
| Кубок Тахті 2018                                              | Україна | вільна боротьба, до 70 кг | Бронза |
| Київський Міжнародний турнір з боротьби 2018                  | Україна | вільна боротьба, до 70 кг | 18     |
| Меморіал Іона Корнеану і Ладислава Сімона 2018                | Україна | вільна боротьба, до 70 кг | Срібло |
| Клубний чемпіонат світу з боротьби 2018                       | Україна | команда                   | 5      |
| Турнір Дана Колова — Николи Петрова 2019                      | Україна | вільна боротьба, до 70 кг | 5      |
| Київський Міжнародний турнір з боротьби 2021                  | Україна | вільна боротьба, до 70 кг | 12     |
| Меморіал Вацлава Циолковського 2021                           | Україна | вільна боротьба, до 74 кг | 5      |
| Турнір Ібрагіма Мустафи 2023                                  | Україна | вільна боротьба, до 74 кг | 5      |